# Archibald Montgomerie (16e comte d'Eglinton)
Pour les articles homonymes, voir Archibald Montgomerie.
Archibald Seton Montgomerie, 16e comte d'Eglinton et 4e comte de Winton (23 juin 1880 - 22 avril 1945), est un noble britannique.

## Biographie
Il est le fils de George Montgomerie (15e comte d'Eglinton), et de Janet Lucretia Montgomerie. 
Il fait ses études au Collège d'Eton, sert pendant la Première Guerre mondiale avec les Life Guards et siège à la Chambre des lords en tant que 4e comte de Winton. C'est lui qui abandonne le château d'Eglinton, le siège de la famille ou « caput », en 1925.
Le 1er juin 1908, il épouse Beatrice Susan Dalrymple, une fille du 11e comte de Stair. Ils divorcent en 1922 après avoir eu cinq enfants :
- Barbara Susan Montgomerie (23 août 1909 - 1992), grand-mère de Georgina, duchesse de Norfolk ;
- Janet Egida Montgomerie (3 mai 1911 - décédée le 30 décembre 1999); épouse Robert Crichton Stuart, fils du marquis de Bute ;
- Betty Mary Seton Montgomerie (8 mai 1912 - 15 octobre 1996) ;
- Archibald Montgomerie (1914-1966) ;
- George Seton Montgomerie (1919-1934).

Le 16 août 1922, il épouse Marjorie McIntyre et ils ont deux enfants :
- Anne Montgomerie ;
- Roger Hugh Montgomerie (1er juillet 1923 – 7 août 2011).